# Miss Afrique du Sud 2016
Miss Afrique du Sud 2016, est la 61e élection de Miss Afrique du Sud, s'est déroulée le 19 mars 2016 au Carnival City´s Big Top Arena.
La gagnante, Ntandoyenkosi Kunene, succède à Liesl Laurie, Miss Afrique du Sud 2015. 

## Classement final
| Résultat Final           | Candidate                                                                                  | Concours internationaux                                           |
| ------------------------ | ------------------------------------------------------------------------------------------ | ----------------------------------------------------------------- |
| Miss Afrique du Sud 2016 | - Mpumalanga - Ntandoyenkosi Kunene                                                        | - Non classée à Miss Monde 2016 - Non classée à Miss Univers 2016 |
| 1re princesse            | - État-Libre - Elizabeth Molapo                                                            |                                                                   |
| 2e princesse             | - Gauteng - Tayla Skye Robinson                                                            | - Top 15 à Miss International 2017                                |
| Top 5                    | - Gauteng - Sarah Botes - Gauteng - Sharon-Rose Khumalo                                    |                                                                   |
| Top 8                    | - Cap-Oriental - Luyolo Mngonyama - Gauteng - Reabetswe Sechoaro - Gauteng - Schane Venter |                                                                   |

## Candidates
| Nom                      | Âge    | Titre          | Domicile       |
| ------------------------ | ------ | -------------- | -------------- |
| Elizabeth Molapo         | 23 ans | État-Libre     | Bloemfontein   |
| Felicia Muwayi           | 24 ans | Mpumalanga     | Nelspruit      |
| Luyolo Mngonyama         | 24 ans | Cap-Oriental   | Mthatha        |
| Marciel Hopkins          | 22 ans | Cap occidental | Paarl          |
| Mikaela Oosthuizen       | 20 ans | Cap-Oriental   | Port Elizabeth |
| Ntandoyenkosi Kunene     | 23 ans | Mpumalanga     | Mkhondo        |
| Reabetswe Rambi Sechoaro | 21 ans | Gauteng        | Pretoria East  |
| Ronette Chambers         | 27 ans | Cap occidental | Cape Town      |
| Sarah Botes              | 22 ans | Gauteng        | Vanderbijlpark |
| Schane Venter            | 23 ans | Gauteng        | Alberton       |
| Sharon-Rose Khumalo      | 24 ans | Gauteng        | Pretoria       |
| Tayla Skye Robinson      | 21 ans | Gauteng        | Johannesburg   |

## Déroulement de la cérémonie

### Jury
Le jury de cette année était composé de :
- Basetsana Kumalo, Miss Afrique du Sud 1994
- Kojo Baffoe, poète, écrivain et rédacteur de Destiny Man
- Sophie Ndaba, actrice et personnalité de télévision
- Casper Bosman, styliste basé à Bloemfontein
- Pnina Fenster, rédactrice-en-chef du magazine Glamour

## Observations